# 中国科学院上海高等研究院
中国科学院上海高等研究院（简称上海高研院），是以上海经济可持续发展的需求为向导，以中国科学院与上海市人民政府共建的中国科学院上海浦东科技园为地域范围，以增强自主创新能力为基点，以多学科交叉为依托的高技术领域的应用研究与人才培养机构。

## 历任领导
- 封松林（2012年-2017年）
- 王曦（2017年-2019年）
- 李儒新（2019年-2022年）
- 黄政仁（2022年-）